# La Cascarona
La Cascarona är en ort i Mexiko.   Den ligger i kommunen Loreto och delstaten Zacatecas, i den centrala delen av landet, 400 km nordväst om huvudstaden Mexico City. La Cascarona ligger 2 033 meter över havet och antalet invånare är 232.
Terrängen runt La Cascarona är platt åt nordväst, men åt sydost är den kuperad. Runt La Cascarona är det ganska tätbefolkat, med 80 invånare per kvadratkilometer. Närmaste större samhälle är Loreto, 2,3 km söder om La Cascarona. Trakten runt La Cascarona består till största delen av jordbruksmark.